# Tjan
Tjan är en av de mindre öarna i Kwajaleinatollen i Marshallöarna, som tillhör kommunen Maloelap. Arean är 0,61 kvadratkilometer.